# Toxorhina (Toxorhina) protrusa
Toxorhina (Toxorhina) protrusa is een tweevleugelige uit de familie steltmuggen (Limoniidae). De soort komt voor in het Australaziatisch gebied.